# Acalolepta admixta
Acalolepta admixta är en skalbaggsart som först beskrevs av Charles Joseph Gahan 1894.  Acalolepta admixta ingår i släktet Acalolepta och familjen långhorningar.
Artens utbredningsområde är Burma. Inga underarter finns listade i Catalogue of Life.